# Reina consorte de Noruega
El título de reina consorte de Noruega es un título nobiliario de Noruega ostentado por la consorte del monarca reinante de Noruega. En caso de ser masculino, el título pasa a ser príncipe consorte de Noruega. La actual titular es Sonia de Noruega, esposa del rey Harald V.
Si la misma llega a enviudar, el título en automático pasa a la esposa del nuevo rey.

## Reinas consortes
A continuación, una lista de las reinas consorte de Noruega desde 1412:
| Imagen                                   | Nombre                 | Nacimiento              | Matrimonio              | Inicio                | Coronación             | Final                 | Muerte                 | Escudo | Cónyuge                                      |
| ---------------------------------------- | ---------------------- | ----------------------- | ----------------------- | --------------------- | ---------------------- | --------------------- | ---------------------- | ------ | -------------------------------------------- |
| Consortes de Suecia, Dinamarca y Noruega |                        |                         |                         |                       |                        |                       |                        |        |                                              |
| Casa Lancaster                           |                        |                         |                         |                       |                        |                       |                        |        |                                              |
|                                          | Felipa de Inglaterra   | c. 1396                 | c. 1412                 | 24 de octubre de 1412 | 1 de noviembre de 1412 | 5 de enero de 1430    | 5 de enero de 1430     |        | Erico de Pomerania                           |
| Casa de Hohenzollern                     |                        |                         |                         |                       |                        |                       |                        |        |                                              |
|                                          | Dorotea de Brandeburgo | c. 1430                 |                         |                       | 2 de agosto de 1450    |                       |                        |        | Cristóbal de Baviera Cristián I de Dinamarca |
| Casa de Oldemburgo                       |                        |                         |                         |                       |                        |                       |                        |        |                                              |
|                                          | Cristina de Sajonia    | 25 de diciembre de 1461 | 6 de septiembre de 1478 | 21 de mayo de 1481    | 18 de mayo de 1483     | 20 de febrero de 1513 | 8 de diciembre de 1521 |        | Juan I de Dinamarca                          |
|                                          | Sonia                  | 4 de julio de 1937      | 29 de agosto de 1968    | 17 de enero de 1991   | 23 de enero de 1991    | Actualidad            | Actualidad             |        | Harald V                                     |